# Belle Chère
Die Belle Chère ist ein Fluss in Frankreich, der im Département Morbihan in der Region Bretagne verläuft. Sie entspringt beim Weiler Kerimaux-le-Bois, an der Gemeindegrenze von Noyal-Pontivy und Gueltas, entwässert generell Richtung Süd und mündet nach rund 21 Kilometern im Gemeindegebiet von Naizin als rechter Nebenfluss in den Ével.

## Orte am Fluss
- Kerboquet, Gemeinde Noyal-Pontivy
- Moustoir-Remungol